# Burg Delmenhorst
Die Burg Delmenhorst, auch Schloss Delmenhorst genannt, ist eine abgegangene Wasserburg auf der „Burginsel“ am Südrand des Zentrums der Stadt Delmenhorst im Oldenburger Land in Niedersachsen in der Delmeaue. Die Burg war fast 500 Jahre der Mittelpunkt von Stadt und Grafschaft Delmenhorst.

## Geschichte
Nach Beendigung der Stedingerkriege 1234 gründeten die Oldenburger Grafen in der sumpfigen Delmeniederung beginnend mit einem kleinen Hof „De Horst“ eine von zwei Gräften umgebene Wasserburg zur Sicherung ihres eroberten Stedinger Gebietes. Am 27. Juli 1259 wurde die Burg erstmals ... in castro nostro Delmenhorst urkundlich bei der Besiegelung eines Landverkaufs durch Graf Johann I. von Oldenburg erwähnt.
Von 1281 bis 1436 war die Herrschaft auf Delmenhorst bei der älteren Linie der Grafen von Delmenhorst und fiel dann an die Grafschaft Oldenburg zurück. Nach einem Brand im Jahr 1424 ist die Burg ausgebaut worden. Von 1440 bis 1482 diente Delmenhorst dem Grafen Gerd dem Mutigen als Basis für seine Raubzüge. Die Burg wurde deshalb 1462 und 1471 zweimal erfolglos belagert, bevor die Einnahme 1482 gelang. Erst 1547 konnte Graf Anton I. von Oldenburg Herrschaft und Grafschaft zurückerobern.
In den 1520er Jahren wurde die Burg durch Anlage einer achteckigen Umwallung mit Rondellen und Basteien zur Festung ausgebaut. Ein damals hinzugefügter dritter Ringgraben ist mittlerweile wieder zugeschüttet worden. Ein 1647 geplanter weiterer Ausbau der Befestigung wurde nur noch in Ansätzen ausgeführt.
Im 16. Jahrhundert wurde die Burg zu einem repräsentativen und bedeutenden Renaissance-Schloss mit Lustgarten ausgebaut. 1667 wurden die Grafschaften Oldenburg und Delmenhorst dänisch. Im 17. Jahrhundert begann das Schloss zu verfallen.
Ab 1711, nachdem die Grafschaft an das Kurfürstentum Braunschweig-Lüneburg verpfändet worden war, wurde das Schloss auf Abbruch verkauft und 1787 wurde der Rest des Schlossturms „Blauer Turm“, späteres Wappensymbol der Stadt Delmenhorst, abgerissen und die Steine für den Bau der neuen Stadtkirche verwendet.
Ende des 19. Jahrhunderts wurde auf dem leeren Burgstall das Peter-Elisabeth-Krankenhaus errichtet, es wurde Anfang des 20. Jahrhunderts zur gewerblichen Berufsschule umfunktioniert und 1972 abgerissen.

## Beschreibung

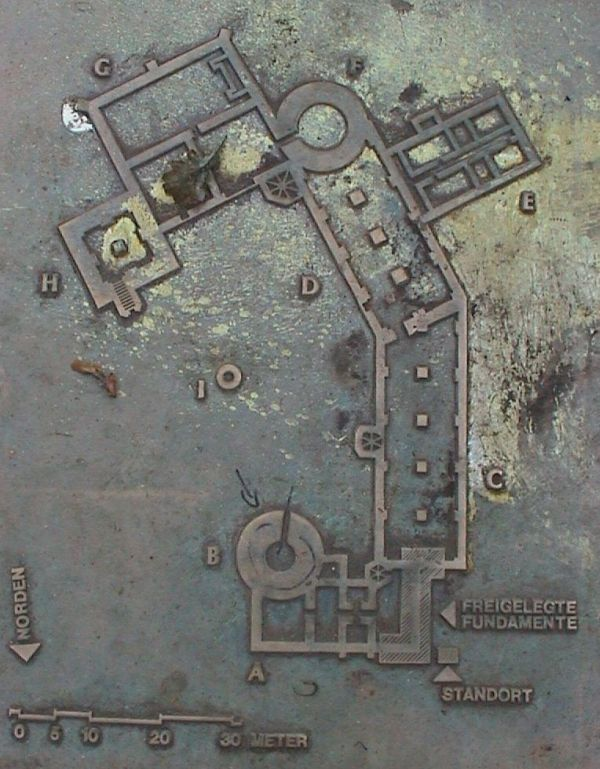
Grundriss der Burg Delmenhorst

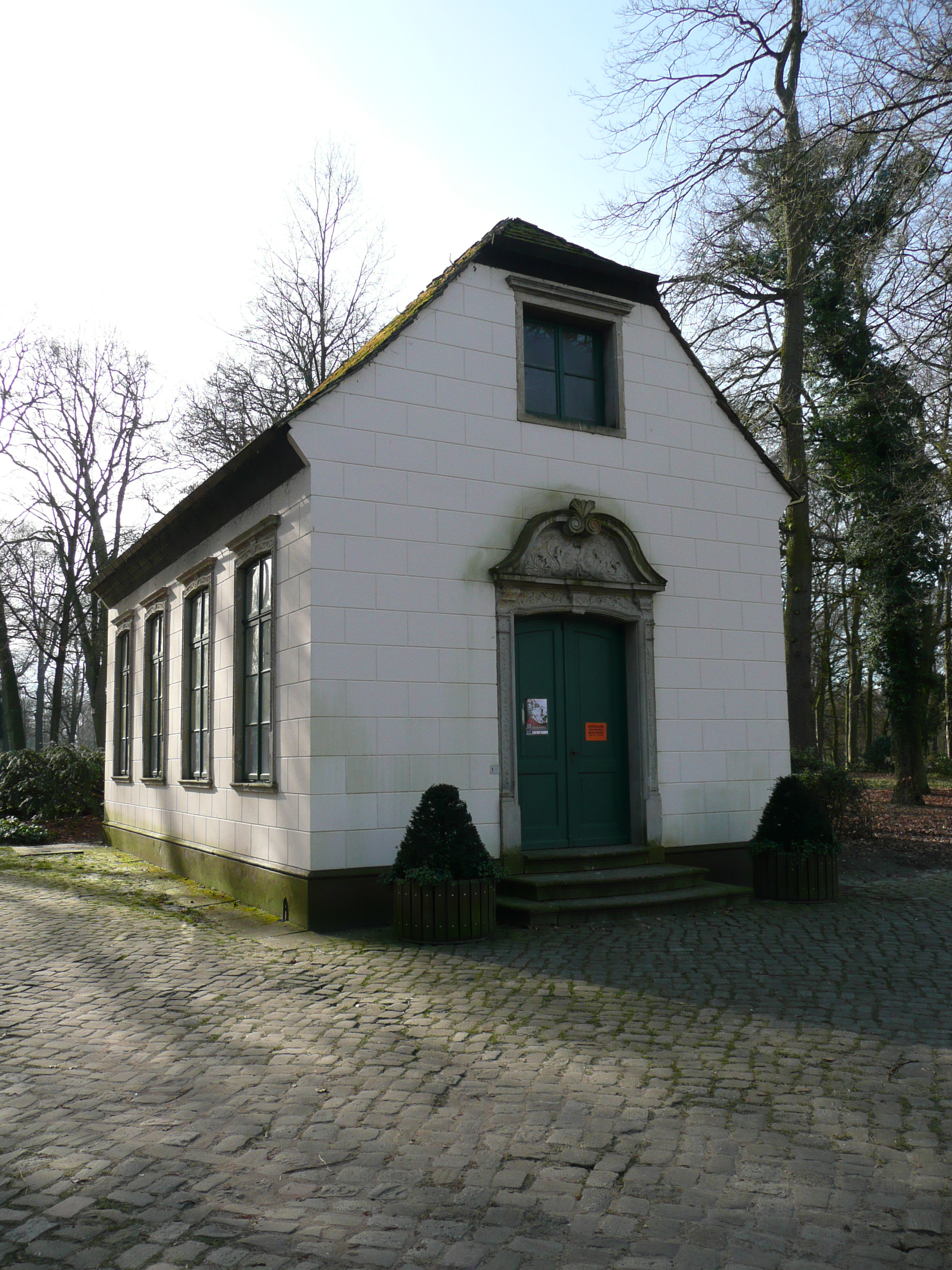
Ehemaliges Gräfliches Gartenhaus am Eingang der Burginsel

Der Burgplatz ist heute als rundliches Areal mit einem Durchmesser von maximal 160 m zu erkennen.
Die Gestalt der ursprünglichen Niederungsburg ist unbekannt. Die 1434 erweiterte Burganlage war von einem fünfeckigen Wassergraben umgeben. In der frühen Neuzeit betrat man die Anlage über eine Brücke von Norden durch die Bastion und den Palas. Auf linker Seite stand der sog. Blaue Turm mit 11,75 m Durchmesser und 4 m Mauerstärke, rechts der Kapellenflügel. Im stumpfen Winkel folgte das Zeughaus, hinter dem die Reste eines weiteren Rundturmes standen. Zwischen dem Zeughaus und dem Roten Turm mit knapp 13 m im Quadrat und ca. 2,8 m Mauerstärke befand sich das Kommissarienhaus.
Das frühere Burggelände wurde 1906 zu einer Parkanlage umgestaltet, die von den ehemaligen Burggräben der Innengraft und Außengraft durchzogen wird. 1979 wurde das ehemalige Gräfliches Gartenhaus, das Anton I. von Oldenburg und Delmenhorst 1564 auf dem Gut Weyhausen an der Ochtum errichten und 1723 im Barockstil umgestalten ließ, am Eingang der Burginsel neu aufgebaut. Heute finden hier Veranstaltungen, Ausstellungen und Trauungen statt.
Die Burgreste liegen in vier Meter Tiefe als Bodendenkmal, Spolien davon können im Stadtmuseum Delmenhorst besichtigt werden. Wenige Grundmauerreste und Bodenmarkierungen auf der Burginsel zeigen den Grundriss des Wasserschlosses.